# Saint Vincent och Grenadinernas riksvapen
Saint Vincent och Grenadinernas riksvapen tilldelades Saint Vincent 1912 och den visar två kvinnor samt symboler för fred (palmkvisten) och för rättvisa (vågen), liksom statens motto. Ovanpå vapenskölden ser man en bomullsplanta, en viktig växt på öarna.